# Mike Shiver
Mike Shiver (* 1981 in Sundsvall; bürgerlicher Name: Michael Wiklund) ist ein schwedischer DJ und Musikproduzent im Bereich Trance und Progressive.

## Biographie
Michael Wiklund wuchs in Härnösand auf und lebt heute in Kalmar. Seine erste Produktion „Feelings“ erschien 2003 auf dem Label Lost Language. Schnell machte er sich auch einen Namen als erfolgreicher Remixer.
2004 gründete Mike Shiver zusammen mit seinem Freund Johan Bergström das Label Captured Music. Zuerst war dieses ein Sublabel von Monster Tunes, 2007 jedoch wurde es unabhängig. In Zusammenarbeit mit dem Internet-Radiosender Digitally Imported betreibt er auch den Sender Captured Radio.
Daniel Kandi kombinierte 2010 die Vocals von OceanLabs „If I Could Fly“ mit dem Alex M.O.R.P.H. Remix von Mike Shivers Single „On the Surface“ und veröffentlichte eine Mashup-Version namens „If I Could Fly On The Surface“.

## Diskographie

### Singles (Auswahl)
- 2003: Feelings
- 2004: Hurricane (mit Elevation)
- 2004: Lunation (mit Sonicvibe)
- 2005: Solaris
- 2005: Arise (mit Ashkan Fardost feat. Tiff Lacey)
- 2006: Morning Drive
- 2006: Feelings
- 2006: Water Ripples (mit Marc Damon)
- 2007: The Apocalypse (vs. George Acosta)
- 2009: Like a Bitch (mit Sami Saari)
- 2009: On The Surface
- 2010: Everywhere You Are (mit Aruna)
- 2010: Give Me Faith (mit Susana)
- 2010: Sique (vs. Fandy)
- 2010: Wasting Time (vs. Fandy feat. David Call)
- 2010: Nana / Snooze (vs. Matias Lehtola)

### Remixe (Auswahl)
- 2003: Masters & Nickson feat. Justine Suissa – Out There (5th Dimension)
- 2003: Mike Koglin – Another World
- 2004: Avanto – The Flute
- 2004: Mat Silver & Tony Burt – Waimea
- 2004: Sun Decade – Follow You
- 2005: Filo & Peri feat. Fisher – Closer Now
- 2005: Lost Witness feat. Tiff Lacey – Home
- 2005: Alex M.O.R.P.H. – New Harvest
- 2005: Kenny Hayes – Ibiza Sky
- 2006: Mark Pledger – On the Edge
- 2007: DT8 Project – The Power of One
- 2007: Markus Schulz feat. Carrie Skipper – Never Be the Same Again
- 2008: Darude – In the Darkness
- 2008: Rapid Eye – Circa-Forever 2008
- 2010: Filo & Peri with Eric Lumiere – Soul and the Sun
- 2010: Super8 & Tab feat. Jan Burton – Empire
- 2010: Marcus Schössow & Reeves feat. Emma Hewitt – Light
- 2010: Nitrous Oxide – Downforce